# Hugo Erfurth

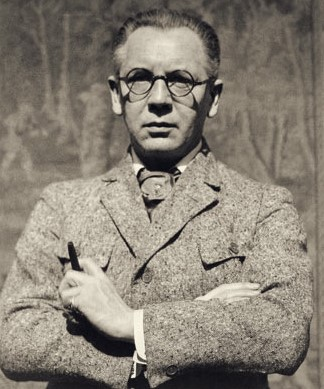
Hugo Erfurth (1925), zelfportret

Wilhelm Berthold Hugo Erfurth (Halle, 14 oktober 1874 - Gaienhofen, 14 februari 1948) was een Duitse fotograaf.
Door zijn vernieuwende aanpak omtrent het fotograferen van dansers, wordt Erfurth gezien als de grondlegger van het genre dansfotografie. Daarnaast werd hij bekend door zijn foto's van beroemdheden, waaronder Käthe Kollwitz, Otto Dix, Wassily Kandinsky en Oskar Kokoschka. Erfurth wordt beschouwd als een van de meest belangrijke portretfotografen uit de eerste helft van de twintigste eeuw.

## Levensloop
Erfurth werd geboren op 14 oktober 1874 in Halle. Hij was de zoon van Joseph August Rinaldo Erfurth en Auguste Therese Josephine Erfurth. Erfurth groeide op in het plaatsje Schönau (thans onderdeel van Leipzig) waar zijn ouders een boerderij hadden.
Na het afronden van het Kreuzgymnasium startte hij in 1892 met een studie schilderkunst aan de Allgemeine Kunst-Academie der Malerey, Bildhauer-Kunst, Kupferstecher- und Baukunst in Dresden. Tijdens zijn opleiding kwam hij in aanraking met fotografie en startte hij als leerling bij een fotograaf. In 1893 nam hij deel aan een expositie voor amateurfotografie in de Kunsthalle van Hamburg en ontving hier zijn eerste onderscheiding.
In 1896 nam Erfurth het atelier van J.S. Schröder aan de Reissiger Straße in Dresden over en werd hij hoffotograaf. Ondanks dat hij inmiddels professioneel fotograaf was, werd hij een jaar later lid van de Dresdner Gesellschaft zur Förderung der Amateur-Photographie. Ook Rudolf Dührkoop en Nicola Perscheid waren lid van dit gezelschap. Net als Dührkoop en Perscheid waren de werken van Erfurth in de picturalistische stijl. Voor zijn foto's maakte hij gebruik van technieken zoals pigment- of broomoliedrukken.
Op 15 augustus 1898 trouwde hij met Helene Marie Reuther. Samen kregen zijn drie kinderen: Wolfgang (1899), Gottfried (1900) en Annemarie (1902). Zijn vrouw en kinderen dienden regelmatig als onderwerp in zijn foto's.
In 1906 verhuisde hij zijn fotostudio naar Palais Lüttichau aan de Zinzendorfstraße in Dresden. Zijn studio kreeg de naam 'Lichtbildnerei Erfurth'. In de jaren 1910 en '20 fotografeerde hij vele beroemdheden, waaronder Felix Timmermans, Käthe Kollwitz, Otto Dix, Wassily Kandinsky en Oskar Kokoschka. Zijn atelier was ook een leerschool voor een nieuwe generatie fotografen.
Door zijn vernieuwende aanpak omtrent het fotograferen van bewegende dansers in kunstlicht, wordt Erfurth gezien als de grondlegger van het genre dansfotografie. Hij nam onder meer foto's van danseres Gret Palucca waarop zij springend te zien is.
Naast zijn werk in zijn eigen fotostudio, was hij van 1913 tot en met 1919 ook werkzaam als theaterfotograaf bij het Königlichen Schauspielhaus (Koninklijk Theater) in Dresden. Tijdens de Eerste Wereldoorlog fotografeerde hij vele dansers, theateracteurs en verkocht hij ansichtkaarten. In 1919 was hij medeoprichter van het Gesellschaft Deutscher Lichtbildner.
In 1922 breidde hij zijn atelier uit met een galerie genaamd 'Graphische Kabinett Hugo Erfurth'. Hier hield hij maandelijkse tentoonstellingen met werken van onder meer Oskar Kokoschka, Karl Schmidt-Rottluff, Bernhard Kretzschmar, Max Liebermann, Lovis Corinth, Max Slevogt, Käthe Kollwitz en Robert Sterl.
Hij was in 1929 voor korte tijd als docent verbonden aan de Akademie für Buchgewerbe und Graphische Künste in Leipzig waar hij reclamefotografie doceerde, maar verliet deze positie na één semester.
In 1934 vertrok hij naar Keulen en opende een atelier nabij de Dom. Anders dan in Dresden, fotografeerde hij in zijn studio hoofdzakelijk mensen uit het bedrijfsleven. Daarnaast portretteerde hij meerdere hooggeplaatste politici, waaronder Joachim von Ribbentrop.
In 1943 werd zijn archief en atelier tijdens een bombardement verwoest. In 1946 vertrok hij naar Gaienhofen. Hij opende opnieuw een atelier, maar richtte zich nu op paspoortfotografie. Erfurth overleed op 73-jarige leeftijd op 14 februari 1948. Hij werd begraven in Gaienhofen.

## Musea
Zijn werk is opgenomen in collecties van onder meer het Museum of Modern Art, Museo Nacional Thyssen-Bornemisza, het Getty Center en de Metropolitan Museum of Art.

## Galerij

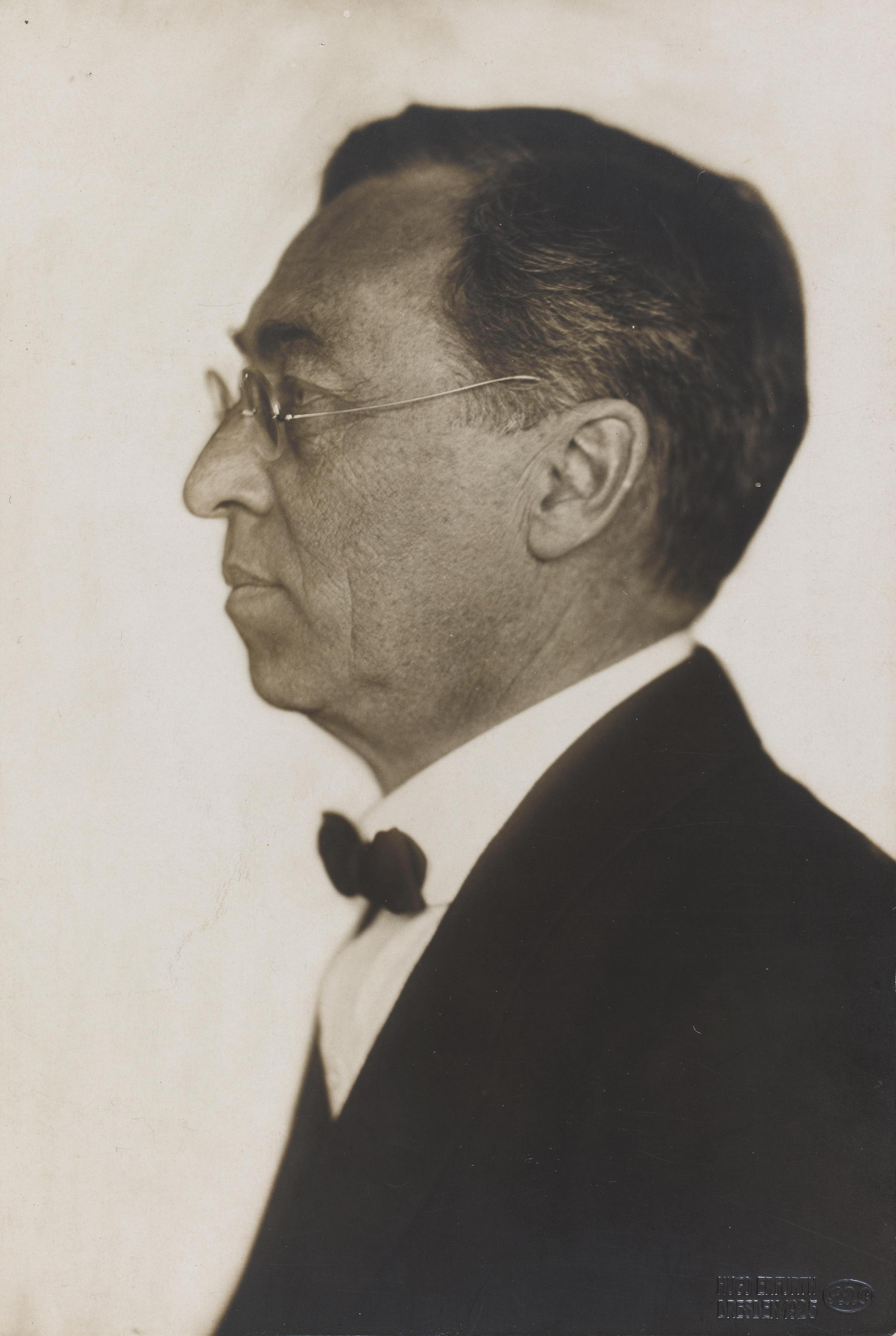
Portret van Wassily Kandinsky
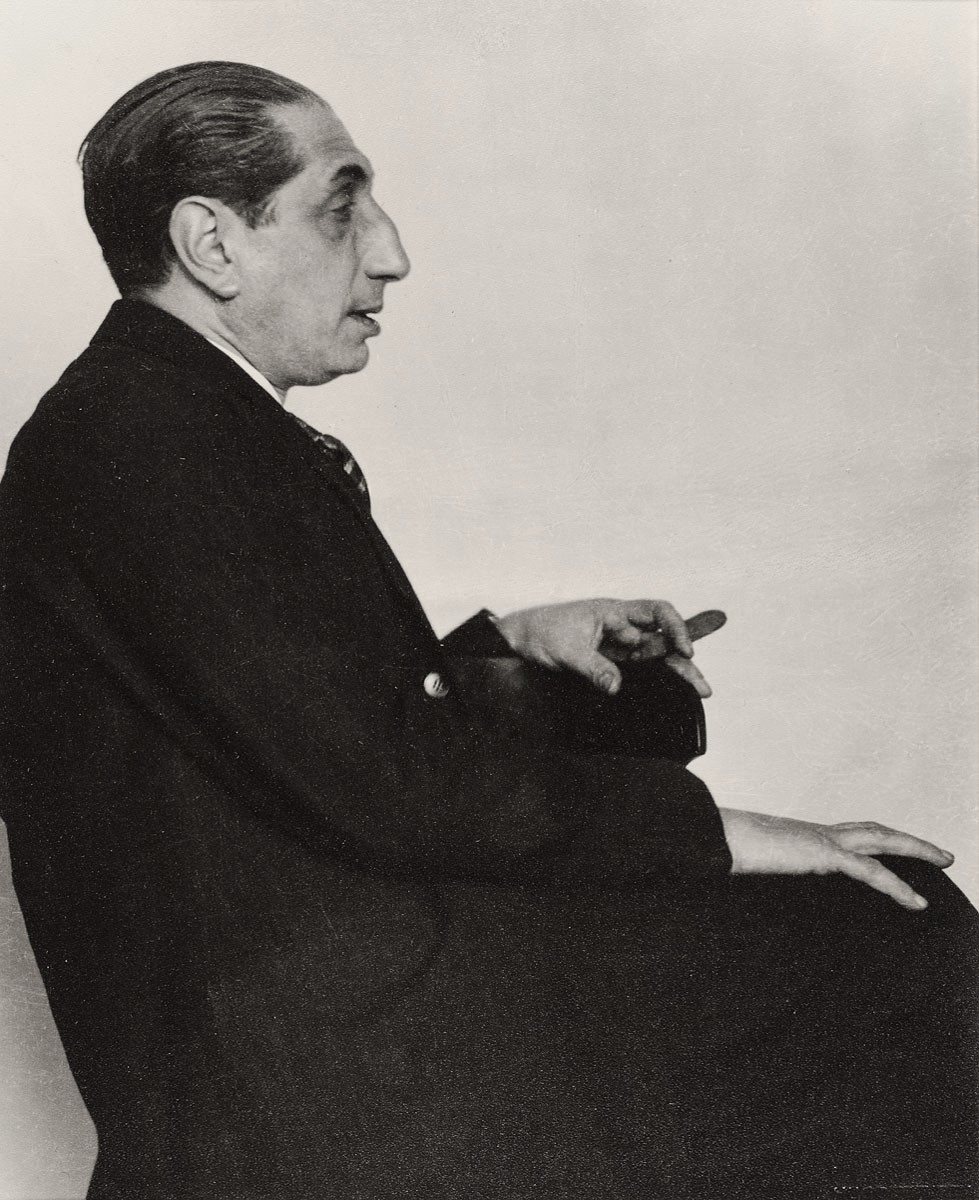
Portret van Alfred Flechtheim
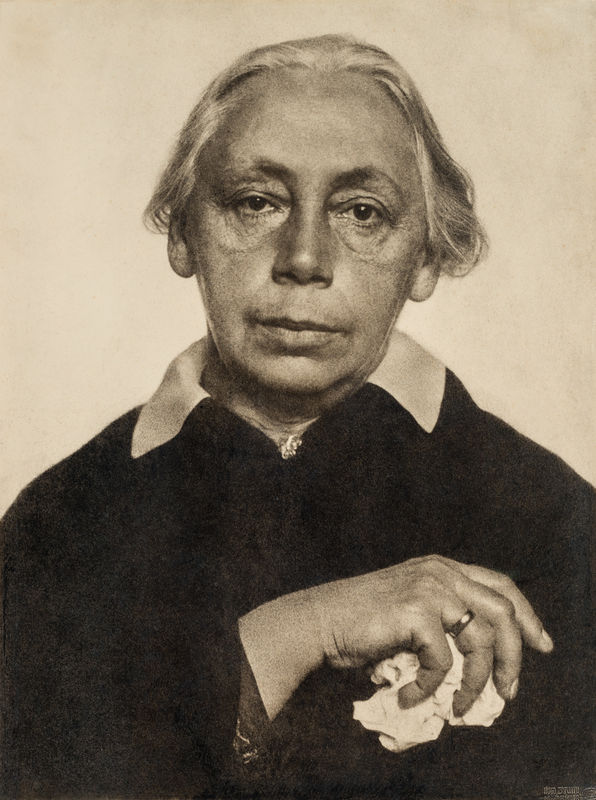
Portret van Käthe Kollwitz
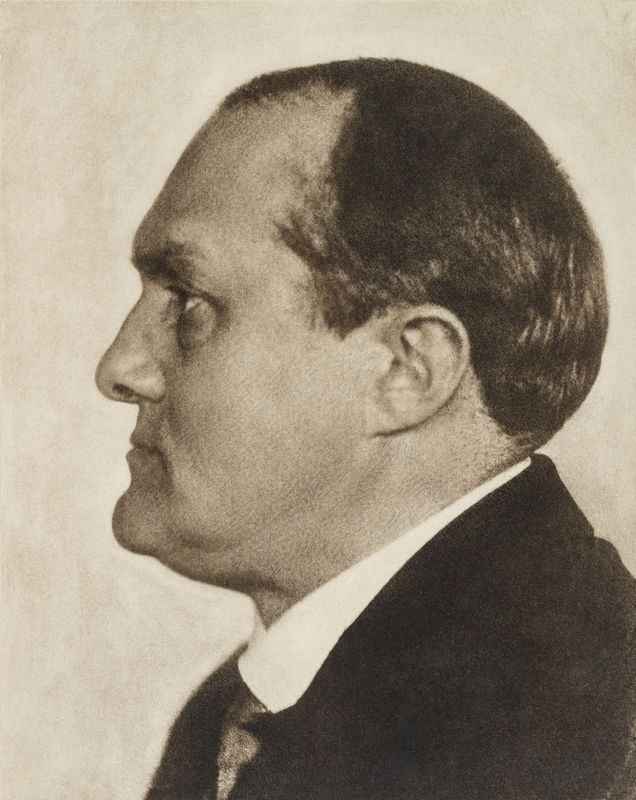
Portret van Max Beckmann
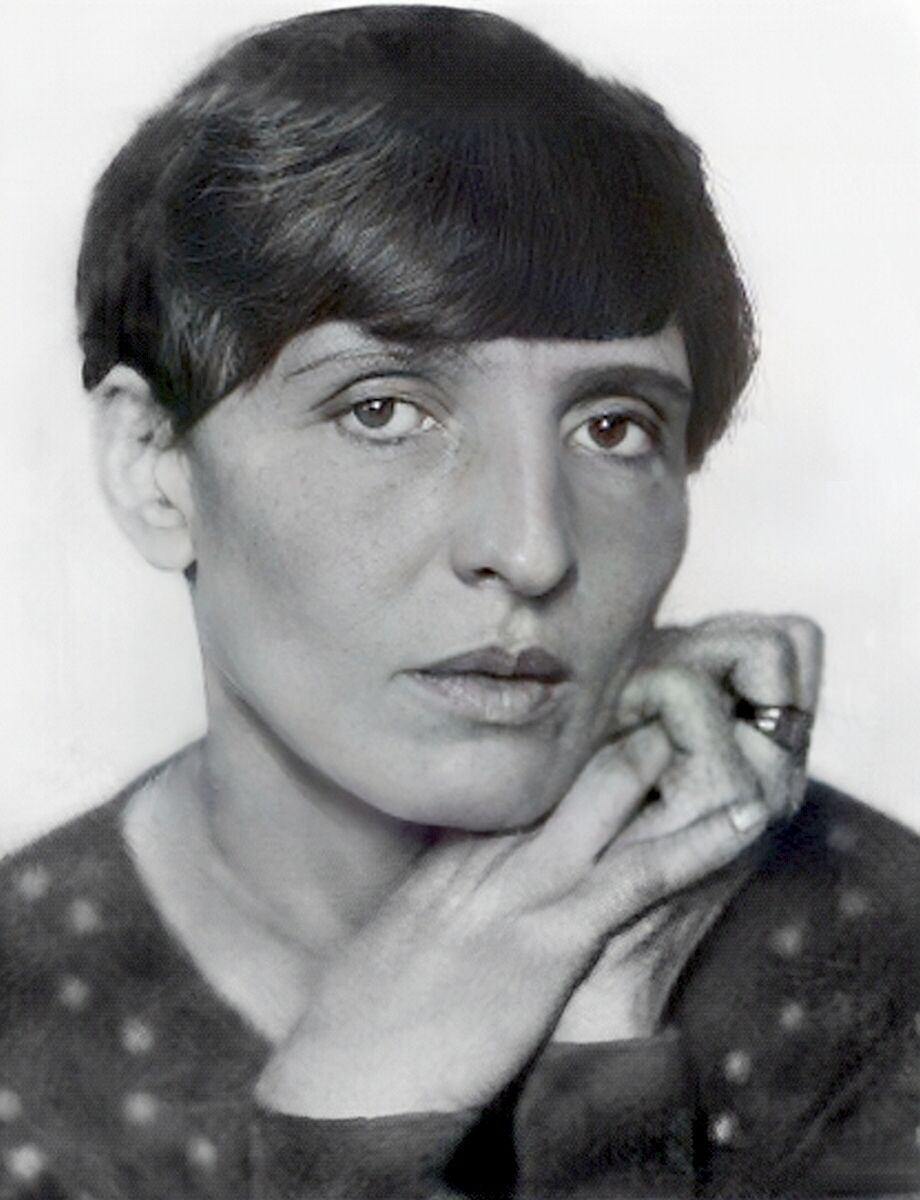
Portret van Renée Sintenis

- Bibsys: 4072217
- Bibliothèque nationale de France: cb121904984 (data)
- Gemeinsame Normdatei: 118530747
- International Standard Name Identifier: 0000 0000 6644 4043
- Library of Congress Control Number: n87899096
- Nationale bibliotheek van Australië: 35719208
- Nederlandse Thesaurus van Auteursnamen: 070468486
- PIC: 317750
- RKD-Nederlands Instituut voor Kunstgeschiedenis: 262804
- SNAC: w6xd8mcr
- Système universitaire de documentation: 032811136
- Trove: 1056790
- Union List of Artist Names: 500003504
- Virtual International Authority File: 4976009
- WorldCat: E39PBJvtdBp6Y378vvm8DKqJDq